# Сембрант, Линда
Линда Биргитта Сембрант (швед. Linda Birgitta Sembrant; род. 15 мая 1987, Уппсала) — шведская футболистка, защитник клуба «Бавария» и национальной сборной Швеции.

## Карьера

### Клубная
Сембрант начинала карьеру в футбольном клубе «Сервия» (швед. SK Servia), входивший в инфраструктуру клуба «Белинге». Хотя её примером для подражания был знаменитый шведский нападающий Хенрик Ларссон, она стала защитником.
Сезон 2006/07 Сембрант провела в аренде в Англии в составе клуба «Линкольн». Затем она перешла в футбольный клуб АИК. В ноябре 2010 года Сембрант входит в состав команды «Гётеборг». Через год футболистка переходит в ФК «Тюресо».
В конце 2012 года Сембрант получила тяжелую травму, из-за которой пропустила сезон 2013 года.
В июне 2014 года из-за финансовых проблем «Тюресо» снимается с чемпионата, и Сембрант переходит в «Монпелье».

## В сборной
Вызывается в главную женскую сборную Швеции с февраля 2008 года. Участница Чемпионата мира 2011 и футбольного турнира летних Олимпийских игр 2012 в Лондоне. Серебряный призёр летних Олимпийских игр 2016 года в Рио-де-Жанейро.
На мировом первенстве 2019 года, который проходил в июне во Франции, Линда во втором матче сборной Швеции против Таиланда забила первый гол своей команды, что в итоге принесло победу (5:1).